# Stanco (cognome)
Stanco è un cognome di lingua italiana.

## Varianti
Stanchi, Stanchina, Stanchini, Stanci, Stancic, Stancich, Stancovich, Stanislai, Stanislao, Stanislavo, Stanko, Stankovic.

## Origine e diffusione
Cognome tipicamente settentrionale, è presente prevalentemente nel Triveneto.
Potrebbe derivare dal prenome Stanislao, in slovena Stanko, dal polacco Stanislav, "gloria perenne".
La variante Stanislao è panitaliana; Stancovich è friulano.

## Persone
- Francesco Stanco – calciatore italiano